# Dakar-rally 2020
De Dakar-rally 2020 was de 42e editie van de Dakar-rally, en de eerste in Azië. Deze editie werd geheel in Saoedi-Arabië gereden. De rally startte in Jeddah, had een rustdag in de hoofdstad Riyad en finishte uiteindelijk weer dicht bij de hoofdstad in Qiddiya.

## Etappes
| Etappe | Datum      | Van              | Naar             | Afstand: Verbinding / Special    |
| ------ | ---------- | ---------------- | ---------------- | -------------------------------- |
| 1      | 5 januari  | Jeddah           | Al Wajh          | 433 km / 319 km                  |
| 2      | 6 januari  | Al Wajh          | Neom             | 26 km / 367 km                   |
| 3      | 7 januari  | Neom             | Neom             | 77 km / 427 km                   |
| 4      | 8 januari  | Neom             | Al-ʿUla          | 219 km / 453 km                  |
| 5      | 9 januari  | Al-ʿUla          | Hail             | 211 km / 353 km                  |
| 6      | 10 januari | Hail             | Riyad            | 353 km/ 477 km                   |
|        | 11 januari | Rustdag in Riyad | Rustdag in Riyad | Rustdag in Riyad                 |
| 7      | 12 januari | Riyad            | Wadi ad-Dawasir  | 195 km / 546 km                  |
| 8      | 13 januari | Wadi ad-Dawasir  | Wadi ad-Dawasir  | 239 km / 477 km                  |
| 9      | 14 januari | Wadi ad-Dawasir  | Haradh           | 476 km/ 410 km                   |
| 10     | 15 januari | Haradh           | Shubaytah        | 74 km / 534 km                   |
| 11     | 16 januari | Shubaytah        | Haradh           | 365 km/ 379 km                   |
| 12     | 17 januari | Haradh           | Qiddiya          | 73 km / 374 km 262 km / 167 km * |

* De afstand van deze etappe werd anders ingedeeld en ingekort vanwege de aanleg van gaspijpleidingen op de oorspronkelijke afstand.

## Aantal deelnemers
Onderstaande tabel laat zien hoeveel deelnemers er aan de start stonden, hoeveel er op de rustdag nog over waren, en hoeveel uiteindelijk de eindstreep haalden.
| Moment  | Motoren | Quads | Auto's | UTV's | Trucks | Totaal |
| ------- | ------- | ----- | ------ | ----- | ------ | ------ |
| Start   | 144     | 23    | 83     | 46    | 46     | 342    |
| Rustdag | 108     | 15    | 64     | 32    | 30     | 249    |
| Einde   | 96      | 12    | 58     | 31    | 29     | 226    |

## Uitslagen

### Etappewinnaars
| Etappe | Motoren                                        | Quads                                | Auto's                                                | UTV's                                                          | Trucks                                                                |
| ------ | ---------------------------------------------- | ------------------------------------ | ----------------------------------------------------- | -------------------------------------------------------------- | --------------------------------------------------------------------- |
| 1      | Toby Price (KTM) 03u21'33"                     | Ignacio Casale (Yamaha) 04u17'37"    | Vaidotas Žala Saulius Jurgelenas (Mini) 03u19'04"     | Aron Domżała Maciej Marton (Can-Am) 04u00'58"                  | Anton Shibalov Dmitrii NIkitin Ivan Tatarinov (Kamaz) 03u40'35"       |
| 2      | Ross Branch (KTM) 03u39'10"                    | Ignacio Casale (Yamaha) 04u46'07"    | Giniel De Villiers Alex Haro Bravo (Toyota) 03u37'20" | Francisco López Contardo Juan Pablo Latrach (Can-Am) 04u13'30" | Siarhei Viazovich Pavel Haranin Anton Zaproshchanka (MAZ) 03u47'44"   |
| 3      | Ricky Brabec (Honda) 03u29'31" 1               | Giovanni Enrico (Yamaha) 04u30'52"   | Carlos Sainz Lucas Cruz (Mini) 03u48'01"              | Gerard Farrés Güell Armand Monleón (Can-Am) 04u42'47"          | Andrey Karginov Andrey Mokeev Igor Leonov (Kamaz) 03u59'15"           |
| 4      | José Ignacio Cornejo Florimo (Honda) 04u24'51" | Ignacio Casale (Yamaha) 05u22'42"    | Stéphane Peterhansel Paulo Fiuza (Mini) 04u04'34"     | Mitchell Guthrie Ola Fløene (OT3) 05u01'13"                    | Anton Shibalov Dmitrii NIkitin Ivan Tatarinov (Kamaz) 04u15'43"       |
| 5      | Toby Price (KTM) 03u57'33"                     | Romain Dutu (Yamaha) 05u07'44"       | Carlos Sainz Lucas Cruz (Mini) 03u52'01"              | Cyril Despres 2 Michael Horn (OT3) 04u40'43"                   | Dmitry Sotnikov Ruslan Akhmadeev Ilgiz Akhmetzianov (Kamaz) 04u12'04" |
| 6      | Ricky Brabec (Honda) 04u36'28"                 | Simon Vitse (Yamaha) 05u54'23"       | Stéphane Peterhansel Paulo Fiuza (Mini) 04u27'17"     | Francisco López Contardo Juan Pablo Latrach (Can-Am) 05u28'47" | Andrey Karginov Andrey Mokeev Igor Leonov (Kamaz) 04u56'18"           |
| 7      | Kevin Benavides (Honda) 04u36'22"              | Simon Vitse (Yamaha) 06u02'52"       | Carlos Sainz Lucas Cruz (Mini) 04u16'11"              | Blade Hildebrand François Cazalet (OT3) 05u26'35"              | Andrey Karginov Andrey Mokeev Igor Leonov (Kamaz) 05u01'02"           |
| 8      | Geannuleerd 3                                  | Geannuleerd 3                        | Mathieu Serradori Fabian Lurquin (Century) 03u48'23"  | Mitchell Guthrie 2 Ola Fløene (OT3) 04u48'21"                  | Andrey Karginov Andrey Mokeev Igor Leonov (Kamaz) 04u24'58"           |
| 9      | Pablo Quintanilla (Husqvarna) 03u30'33"        | Ignacio Casale (Yamaha) 04u39'25"    | Stéphane Peterhansel Paulo Fiuza (Mini) 03u08'31"     | Blade Hildebrand 2 François Cazalet (OT3) 04u00'42"            | Andrey Karginov Andrey Mokeev Igor Leonov (Kamaz) 03u33'42"           |
| 10 4   | Joan Barreda Bort (Honda) 02u11'42"            | Kamil Wiśniewski (Yamaha) 03u04'11"  | Carlos Sainz Lucas Cruz (Mini) 02u03'43"              | Mitchell Guthrie 2 Ola Fløene (OT3) 02u23'47"                  | Anton Shibalov Dmitrii NIkitin Ivan Tatarinov (Kamaz) 02u12'12"       |
| 11     | Pablo Quintanilla (Husqvarna) 04u09'22"        | Rafał Sonik (Yamaha) 05u22'18"       | Stéphane Peterhansel Paulo Fiuza (Mini) 04u14'11"     | Francisco López Contardo Juan Pablo Latrach (Can-Am) 04u59'51" | Andrey Karginov Andrey Mokeev Igor Leonov (Kamaz) 04u44'51"           |
| 12     | José Ignacio Cornejo Florimo (Honda) 01u28'15" | Arkadiusz Lindner (Can-Am) 01u53'15" | Nasser Al-Attiyah Matthieu Baumel (Toyota) 01u17'30"  | Reinaldo Varela Gustavo Gugelmin (Can-Am) 01u36'19"            | Andrey Karginov Andrey Mokeev Igor Leonov (Kamaz) 01u28'41"           |

Legenda:
1 Door een technisch GPS-probleem werd er besloten door de race-stewards dat de doorkomsttijd bij de finish van de special als eindtijd werd gehanteerd.
2 Deze coureurs hadden een van de etappes niet uitgereden hierdoor deden deze coureurs niet meer mee met het algemeen klassement, maar deze coureurs deden nog wel mee met de "Dakar Experience" categorie.
3 Geannuleerd, omdat motorcoureur Paulo Gonçalves is overleden. Hij kwam ten val in de zevende etappe, daarbij kreeg hij een hartstilstand.
4 De organisatie had etappe tien geneutraliseerd wegens slecht weer! Het tweede gedeelte van deze etappe zal niet meer verreden worden. Daardoor werden de doorkomsttijden bij meetpunt 4 ook de eindtijden voor deze etappe.

### Klassementsleiders na elke etappe
| Etappe | Motoren            | Quads                 | Auto's                                | UTV's                                              | Trucks                                                  |
| ------ | ------------------ | --------------------- | ------------------------------------- | -------------------------------------------------- | ------------------------------------------------------- |
| 1      | Toby Price KTM     | Ignacio Casale Yamaha | Vaidotas Žala Saulius Jurgelenas Mini | Aron Domżała Maciej Marton Can-Am                  | Anton Shibalov Dmitrii NIkitin Ivan Tatarinov Kamaz     |
| 2      | Sam Sunderland KTM | Ignacio Casale Yamaha | Orlando Terranova Bernardo Graue Mini | Francisco López Contardo Juan Pablo Latrach Can-Am | Siarhei Viazovich Pavel Haranin Anton Zaproshchanka MAZ |
| 3      | Ricky Brabec Honda | Ignacio Casale Yamaha | Carlos Sainz Lucas Cruz Mini          | Casey Currie Sean Berriman Can-Am                  | Siarhei Viazovich Pavel Haranin Anton Zaproshchanka MAZ |
| 4      | Ricky Brabec Honda | Ignacio Casale Yamaha | Carlos Sainz Lucas Cruz Mini          | José Antonio Hinojo López Diego Ortega Gil Can-Am  | Andrey Karginov Andrey Mokeev Igor Leonov Kamaz         |
| 5      | Ricky Brabec Honda | Ignacio Casale Yamaha | Carlos Sainz Lucas Cruz Mini          | Sergei Kariakin Anton Vlasiuk BRP                  | Andrey Karginov Andrey Mokeev Igor Leonov Kamaz         |
| 6      | Ricky Brabec Honda | Ignacio Casale Yamaha | Carlos Sainz Lucas Cruz Mini          | Gerard Farrés Güell Armand Monleón Can-Am          | Andrey Karginov Andrey Mokeev Igor Leonov Kamaz         |
| 7      | Ricky Brabec Honda | Ignacio Casale Yamaha | Carlos Sainz Lucas Cruz Mini          | Casey Currie Sean Berriman Can-Am                  | Andrey Karginov Andrey Mokeev Igor Leonov Kamaz         |
| 8      | Ricky Brabec Honda | Ignacio Casale Yamaha | Carlos Sainz Lucas Cruz Mini          | Casey Currie Sean Berriman Can-Am                  | Andrey Karginov Andrey Mokeev Igor Leonov Kamaz         |
| 9      | Ricky Brabec Honda | Ignacio Casale Yamaha | Carlos Sainz Lucas Cruz Mini          | Casey Currie Sean Berriman Can-Am                  | Andrey Karginov Andrey Mokeev Igor Leonov Kamaz         |
| 10     | Ricky Brabec Honda | Ignacio Casale Yamaha | Carlos Sainz Lucas Cruz Mini          | Casey Currie Sean Berriman Can-Am                  | Andrey Karginov Andrey Mokeev Igor Leonov Kamaz         |
| 11     | Ricky Brabec Honda | Ignacio Casale Yamaha | Carlos Sainz Lucas Cruz Mini          | Casey Currie Sean Berriman Can-Am                  | Andrey Karginov Andrey Mokeev Igor Leonov Kamaz         |
| 12     | Ricky Brabec Honda | Ignacio Casale Yamaha | Carlos Sainz Lucas Cruz Mini          | Casey Currie Sean Berriman Can-Am                  | Andrey Karginov Andrey Mokeev Igor Leonov Kamaz         |

### Eindklassement
| Pos                  | Motoren                                         | Quads                                | Quads                                | Auto's                                                  | Auto's                                                  | UTV's                                                           | UTV's                                                           | Trucks                                                                 | Trucks                                                                 |
| -------------------- | ----------------------------------------------- | ------------------------------------ | ------------------------------------ | ------------------------------------------------------- | ------------------------------------------------------- | --------------------------------------------------------------- | --------------------------------------------------------------- | ---------------------------------------------------------------------- | ---------------------------------------------------------------------- |
| Goud                 | Ricky Brabec (Honda) 40u02'36"                  | Ignacio Casale (Yamaha) 52u04'39"    | Ignacio Casale (Yamaha) 52u04'39"    | Carlos Sainz Lucas Cruz (Mini) 42u59'17"                | Carlos Sainz Lucas Cruz (Mini) 42u59'17"                | Casey Currie Sean Berriman (Can-Am) 53u25'52"                   | Casey Currie Sean Berriman (Can-Am) 53u25'52"                   | Andrey Karginov Andrey Mokeev Igor Leonov (Kamaz) 46u33'36"            | Andrey Karginov Andrey Mokeev Igor Leonov (Kamaz) 46u33'36"            |
| Zilver               | Pablo Quintanilla (Husqvarna) +00u16'26"        | Simon Vitse (Yamaha) +00u18'24"      | Simon Vitse (Yamaha) +00u18'24"      | Nasser Al-Attiyah Matthieu Baumel (Toyota) +00u06'21"   | Nasser Al-Attiyah Matthieu Baumel (Toyota) +00u06'21"   | Sergei Kariakin Anton Vlasiuk (BRP) +00u39'12"                  | Sergei Kariakin Anton Vlasiuk (BRP) +00u39'12"                  | Anton Shibalov Dmitrii NIkitin Ivan Tatarinov (Kamaz) +00u42'26"       | Anton Shibalov Dmitrii NIkitin Ivan Tatarinov (Kamaz) +00u42'26"       |
| Brons                | Toby Price (KTM) +00u24'06"                     | Rafał Sonik (Yamaha) +01u04'15"      | Rafał Sonik (Yamaha) +01u04'15"      | Stéphane Peterhansel Paulo Fiuza (Mini) +00u09'58"      | Stéphane Peterhansel Paulo Fiuza (Mini) +00u09'58"      | Francisco López Contardo Juan Pablo Latrach (Can-Am) +00u52'36" | Francisco López Contardo Juan Pablo Latrach (Can-Am) +00u52'36" | Siarhei Viazovich Pavel Haranin Anton Zaproshchanka (MAZ) +02u04'42"   | Siarhei Viazovich Pavel Haranin Anton Zaproshchanka (MAZ) +02u04'42"   |
| 4.                   | José Ignacio Cornejo Florimo (Honda) +00u31'43" | Manuel Andújar (Yamaha) +03u30'16"   | Manuel Andújar (Yamaha) +03u30'16"   | Yazeed Al Rajhi Konstantin Zhiltsov (Toyota) +00u49'10" | Yazeed Al Rajhi Konstantin Zhiltsov (Toyota) +00u49'10" | Conrad Rautenbach Pedro Bianchi Prata (PH-Sport) +01u12'19"     | Conrad Rautenbach Pedro Bianchi Prata (PH-Sport) +01u12'19"     | Dmitry Sotnikov Ruslan Akhmadeev Ilgiz Akhmetzianov (Kamaz) +02u55'28" | Dmitry Sotnikov Ruslan Akhmadeev Ilgiz Akhmetzianov (Kamaz) +02u55'28" |
| 5.                   | Matthias Walkner (KTM) +00u35'00"               | Kamil Wiśniewski (Yamaha) +04u38'53" | Kamil Wiśniewski (Yamaha) +04u38'53" | Giniel de Villiers Alex Haro Bravo (Toyota) +01u07'09"  | Giniel de Villiers Alex Haro Bravo (Toyota) +01u07'09"  | José Antonio Hinojo López Diego Ortega Gil (Can-Am) +01u20'38"  | José Antonio Hinojo López Diego Ortega Gil (Can-Am) +01u20'38"  | Martin Macik František Tomášek David Švanda (Iveco) +03u28'08"         | Martin Macik František Tomášek David Švanda (Iveco) +03u28'08"         |
| Beste Nederlander(s) |                                                 |                                      |                                      |                                                         |                                                         |                                                                 |                                                                 |                                                                        |                                                                        |
| Pos                  |                                                 |                                      |                                      | Pos                                                     |                                                         | Pos                                                             |                                                                 | Pos                                                                    |                                                                        |
| 25.                  | Paul Spierings (Husqvarna) +05u50'43"           | N.V.T.                               | N.V.T.                               | 7.                                                      | Bernhard ten Brinke Tom Colsoul (Toyota) +01u18'34"     | 17.                                                             | Kees Koolen Jurgen van den Goorbergh (Can-Am) +09u29'16"        | 6.                                                                     | Janus van Kasteren Darek Rodewald Marcel Snijders (Iveco) +04u26'57"   |